# Listă de comune din raionul Călărași
Această listă conține comunele din raionul Călărași, Republica Moldova, cu satele din componența lor. Celulele gri indică localitățile consemnate ca „sat (comună)” în Legea privind organizarea administrativ-teritorială a Republicii Moldova.
| Comuna   | Satul de reședință | Sate componente      |
| -------- | ------------------ | -------------------- |
| Bahmut   | Bahmut             | Bahmut               |
| Bahmut   | Bahmut             | Bahmut (stație c.f.) |
| —        | —                  | Bravicea             |
| Buda     | Buda               | Buda                 |
| Buda     | Buda               | Ursari               |
| —        | —                  | Căbăiești            |
| Dereneu  | Dereneu            | Bularda              |
| Dereneu  | Dereneu            | Dereneu              |
| Dereneu  | Dereneu            | Duma                 |
| —        | —                  | Frumoasa             |
| —        | —                  | Hirova               |
| Hîrjauca | Hîrjauca           | Hîrjauca             |
| Hîrjauca | Hîrjauca           | Leordoaia            |
| Hîrjauca | Hîrjauca           | Mîndra               |
| Hîrjauca | Hîrjauca           | Palanca              |
| —        | —                  | Hoginești            |
| —        | —                  | Horodiște            |
| —        | —                  | Meleșeni             |
| —        | —                  | Nișcani              |
| Onișcani | Onișcani           | Hîrbovăț             |
| Onișcani | Onișcani           | Onișcani             |
| Onișcani | Onișcani           | Sverida              |
| —        | —                  | Păulești             |
| —        | —                  | Peticeni             |
| —        | —                  | Pitușca              |
| —        | —                  | Pîrjolteni           |
| Răciula  | Răciula            | Parcani              |
| Răciula  | Răciula            | Răciula              |
| —        | —                  | Rădeni               |
| —        | —                  | Sadova               |
| Săseni   | Săseni             | Bahu                 |
| Săseni   | Săseni             | Săseni               |
| Sipoteni | Sipoteni           | Podul Lung           |
| Sipoteni | Sipoteni           | Sipoteni             |
| —        | —                  | Temeleuți            |
| Tuzara   | Tuzara             | Novaci               |
| Tuzara   | Tuzara             | Seliștea Nouă        |
| Tuzara   | Tuzara             | Tuzara               |
| —        | —                  | Țibirica             |
| —        | —                  | Vălcineț             |
| —        | —                  | Vărzăreștii Noi      |